# Julius von den Brinken
Karl Albrecht Friedrich Julius von den Brinken, der Jüngere (auch von den Brincken; polnisch zumeist Juliusz Karol baron Holte von den Brincken oder Juliusz Karol Brincken (oder Brinken); * 23. Februar 1789 in Blankenburg; † 2. Juni 1846 in Warschau) war ein deutscher Forstmann und Forstwissenschaftler, und entstammte einem baltischen Adelsgeschlecht. Bleibende Verdienste erwarb er sich vor allem als polnischer Generalforstmeister.

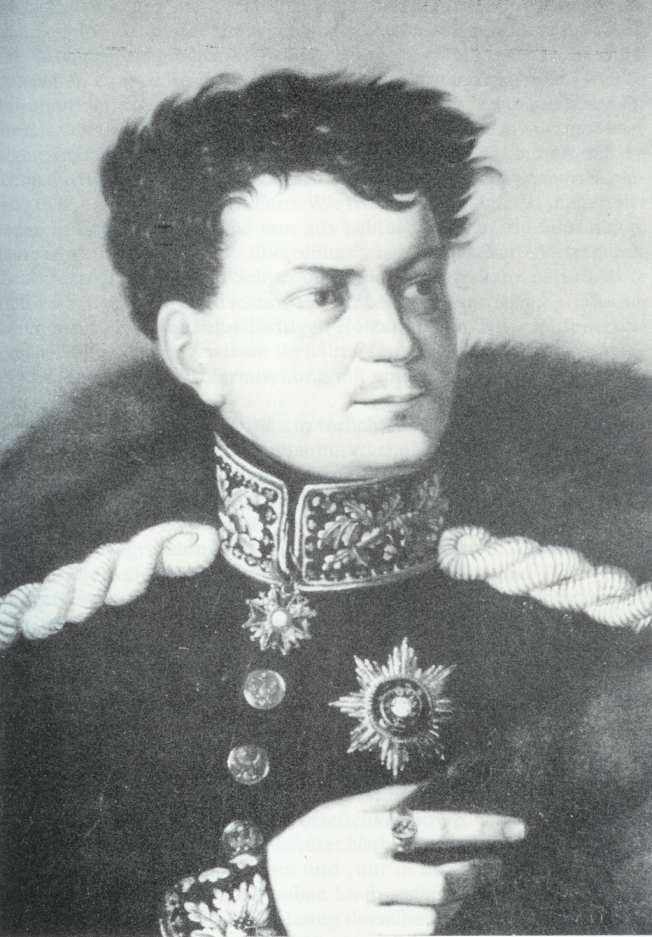
Julius von den Brinken

## Leben
Karl Albrecht Friedrich Julius von den Brinken wurde am 23. Februar 1789 erster Sohn des herzoglichen Wildmeisters zu Blankenburg und späteren braunschweigischen Kammerrats Friedrich Ludwig Ernst von den Brinken in Blankenburg am Harz geboren. Nach dem Besuch des Gymnasiums in Wolfenbüttel bot ihm Herzog Karl Wilhelm Ferdinand zu Braunschweig eine Stelle als Jagdjunker an, was sein Vater jedoch ablehnte, da er für seinen Sohn eine fundierte Ausbildung im Forstwesen wünschte. So studierte Julius von den Brinken stattdessen von 1805 bis 1807 fünf Semester an der Forstakademie Dreißigacker von Johann Matthäus Bechstein.
Anschließend bewarb er sich um eine Anstellung im neu gegründeten Königreich Westphalen und wurde als braunschweigischer Titularförster seinem Vater, der die Forstinspektion Zellerfeld innehatte, zugeteilt. Nach dem Examen vor der Prüfungskommission in Kassel wirkte Julius von den Brinken ab 1811 als westphälischer Oberförster in Walkenried und danach in Königsthal. Nach dem Ende der westphälischen Zeit kursierten aufgrund nie ganz geklärter Vorkommnisse Gerüchte über seine angeblich franzosenfreundliche Haltung. Zwar konnte er sich vor einer preußischen Kommission des Vorwurfs der Kollaboration mit den Franzosen zunächst erwehren, musste im Zuge der Entlassungen aller „Ausländer“ aus preußischen Diensten jedoch 1814 nach Braunschweig zurückkehren.
Dort wurde er am 22. Dezember 1814 ohne Titel erneut seinem Vater zugeteilt, der mittlerweile Kammerrat und Vorsitzender der „Taxations-Kommission“, also der Forsteinrichtungs-Abteilung, geworden war. Offiziell als Hilfskraft beschäftigt, de facto jedoch Leiter der Taxations-Kommission, wirkte Julius von den Brinken entscheidend an dem „Forstabtreibungs- und Kulturplan für die blankenburgischen oberen Forsten“ mit. Sowohl die Ausarbeitung des Forsteinrichtungsverfahrens, als auch die gesamten Außen- und Innenarbeiten lagen allein in seiner Hand. Aufbauend auf dem Flächenfachwerk Heinrich Cottas und dem Massenfachwerk Georg Ludwig Hartigs entwarf er 1815 Richtlinien für die Forsteinrichtungsarbeiten, die daraufhin von 1816 bis 1818 in fast allen braunschweigischen Forstrevieren ausgeführt wurden. Im Zuge dieser Arbeiten wurde für diese Wälder erstmals ein umfangreiches Kartenwerk geschaffen und Betriebsvorschriften festgelegt. Es war die Grundlage für eine künftige geregelte Forstwirtschaft in den braunschweigischen Wäldern.
Mit seinen straffen Vorschriften, seinem oft schroffen Auftreten und seiner schonungslosen Kritik an der bisherigen Wirtschaftsweise machte sich von den Brinken jedoch nur wenige Freunde, aber sehr viele Feinde in der amtierenden Forstverwaltung. Die Fürstliche Kammer, mit der er häufig Differenzen hatte, verwehrte ihm eine dauerhafte Einstellung in den braunschweigischen Forstdienst, vor allem, als ihm die Regierung über die Kammer hinweg im Jahr 1817 den „Charakter“ (Titel) eines Forstmeisters verlieh. Zahlreiche Anfeindungen waren die Folge.
Vor dem Hintergrund dieser Situation entschloss sich Julius von den Brinken, dem Ruf des königlich polnischen Staatsrats Ludwig Graf Broel-Plater vom 25. Juli 1818 zu folgen und als Oberlandforstmeister nach Warschau zu gehen. Später wurde er polnischer Generalforstmeister und stand damit im Rang eines Generals. Gleichzeitig verzichtete er auf eine Stellung als Oberforstmeister in der preußischen Forstverwaltung, da sich ihm in Polen, das damals als „Königreich“ dem russischen Zarenreich eingegliedert war (so genanntes „Kongresspolen“), ein viel größerer Wirkungskreis bot. In Warschau erhielt er ein Jahresgehalt von 12.700 Złoty.
Als Generalforstmeister entfaltete von den Brinken eine rege Tätigkeit und hinterließ bleibende Spuren in der polnischen Forstgeschichte. In Warschau übernahm er die technische Leitung der Forsteinrichtungsarbeiten und reorganisierte die Forstverwaltung. Im Jahr 1818 wirkte Julius von den Brinken zudem an der Gründung der Forstakademie Marymont mit. Die Akademie, an der er auch selbst unterrichtete und für die er eine Reihe weiterer deutscher Lehrkräfte anwarb, war an die Universität Warschau angeschlossen. Auf diese Weise wurden die Erkenntnisse der noch jungen Forstwissenschaft, deren Zentrum seinerzeit in Deutschland lag, rasch auch in Polen verbreitet. Dazu trug auch die Zeitschrift Sylvan bei, die heute die älteste noch erscheinende Forstzeitschrift Polens ist, und an deren Gründung im Jahr 1820 Julius von den Brinken ebenfalls maßgeblich beteiligt war. Er beherrschte neben der deutschen Sprache auch die polnische und französische Sprache.
Bereits 1823 immatrikulierte ihn die polnische Adelsdeputation als Freiherrn (Baron Holte), in französischsprachigen Veröffentlichungen nannte er sich auch Baron de Brincken.
Brinken, der sich stets als „treuen Diener des Zaren“ bezeichnete, war am Hof in Sankt Petersburg gut angesehen. 1825 erhielt er den Sankt-Stanislaus-Orden II. Klasse und mehrfach Sonderbelohnungen.

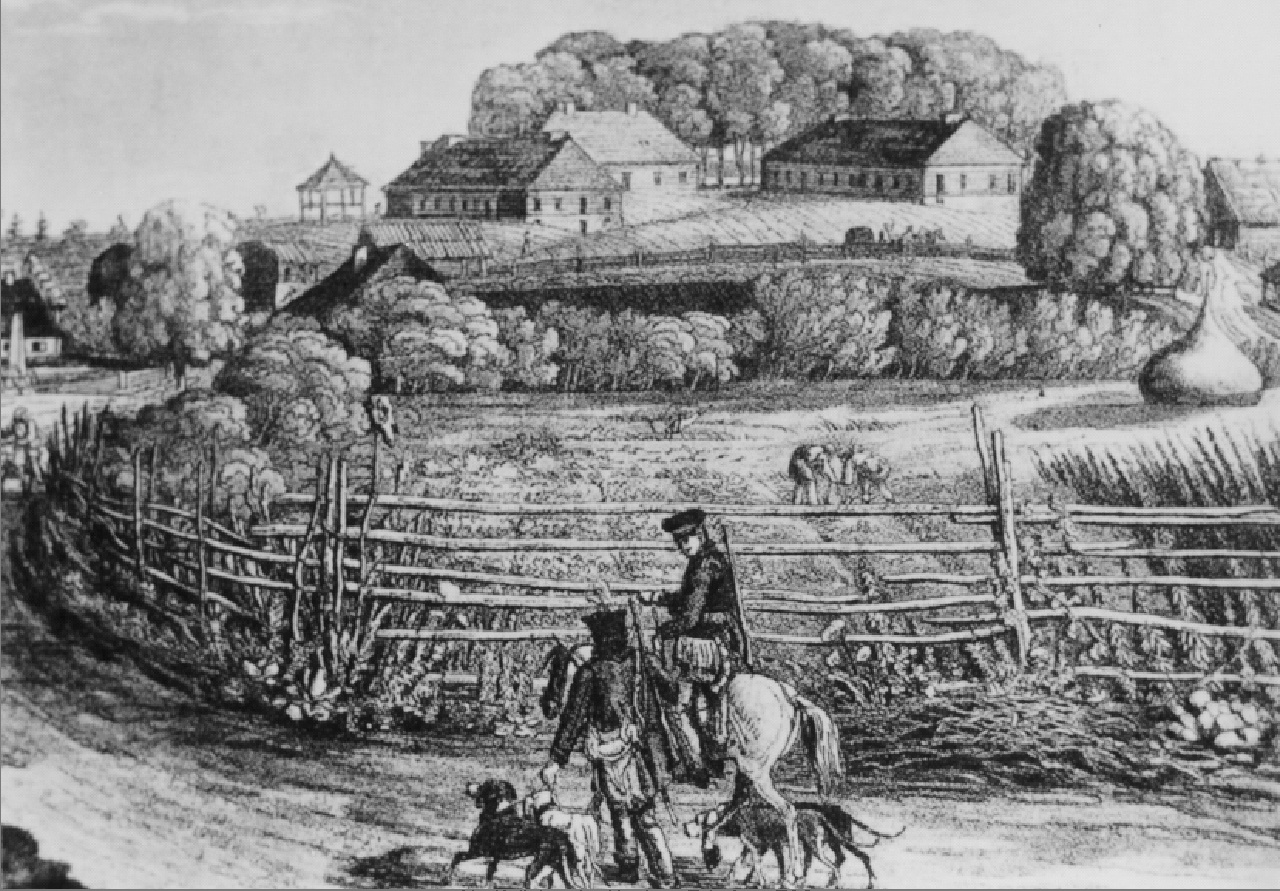
Ansicht der Hügel von Bialowies (1820).

Im Auftrag des Zaren beschrieb er den Urwald von Bialowies (heute Białowieża-Nationalpark). Ergebnis war das in Französisch verfasste Buch Mémoire déscriptif sur la Forêt impériale de Białowieża en Lithouanie (1826), das er Zar Nikolaus I. widmete. Dieser dankte ihm mit einem Brillantring im Wert von 2000 Rubel. Als einer der ersten Forstleute überhaupt machte von den Brinken zudem Vorschläge für die Aufforstung südrussischer Steppen. Auch die Wiederbewaldung des 2000 Hektar großen kaiserlichen Jagdreviers geht auf ihn zurück.
Bei den untergebenen polnischen Forstleuten hatte von den Brinken indes einen schweren Stand. Im Lauf der Zeit gab es Vorwürfe gegen ihn wegen angeblicher Unterschlagungen bei Holzhandelsgeschäften sowie der Bevorzugung deutscher und die Zurückdrängung polnischer Forstleute. Während des Novemberaufstands 1830/31 erfolgte seine Demissionierung, so dass er sich zur Heimkehr nach Braunschweig gezwungen sah. 1833 kehrte Julius von den Brinken nach Warschau zurück, ohne jedoch seinen Beruf als Forstmann weiter auszuüben. Bereits im Jahr darauf wurde er zudem durch einen Ukas von Zar Nikolaus I. pensioniert. Ein polnischer Generalforstmeister passte nicht mehr in die russische Bürokratie. Der Zar gewährte ihm jedoch eine Jahrespension in Höhe von 4760 Złoty. Später erhielt er eine neue Stellung im Inneren Russlands. Doch bevor er diese antreten konnte, verstarb er am 2. Juni 1846 in Warschau an Typhus.

## Familie
Am 8. Juni 1825 heiratete er die glühende polnische Patriotin Laura Eleonora Małgorzata Libiszowska (1804–1872), Truchsessin von Opoczno. Aus der Ehe gingen vier Kinder hervor:
- Angelika (* 14. Januar 1827; † 17. Dezember 1899)
- Constantina (* 19. Februar 1831)
- Julius (* 30. März 1836)
- Alexander (* 12. Juli 1838)

## Schriften
- Wykład praktyczny węglarstwa stosowego. Warschau 1825
- Mémoire déscriptif sur la Forêt impériale de Białowieża en Lithuanie. Warschau 1826 (Nachdruck Paris 2004, ISBN 2-9521102-1-2)
- Ansichten über die Bewaldung der Steppen des europäischen Russlands, mit einer allgemeinen Beziehung auf eine rationelle Begründung des Staatswaldwesens. Braunschweig 1833 (2. Auflage, Braunschweig 1854) Digitalisat